# This Is Happening
This Is Happening – trzeci album studyjny LCD Soundsystem, wydany 17 maja (Wielka Brytania) i 18 (USA) 2010 roku.  Płyta zadebiutowała na 10. miejscu Billboard 200.

## Recenzje
Płyta otrzymała bardzo pozytywne recenzje, zyskując 84 punkty na 100 możliwych na stronie Metacritic. Znalazła się na 2. miejscu najlepszych płyt 2010 według Pitchforka i 10. według Rolling Stone.

## Lista utworów
Wszystkie utwory napisane i skomponowane przez Jamesa Murphy’ego lub LCD Soundsystem.
1. Dance Yrself Clean – 8:58
2. Drunk Girls – 3:44
3. One Touch – 7:47
4. All I Want – 6:43
5. I Can Change – 5:54
6. You Wanted A Hit – 9:12
7. Pow Pow – 8:25
8. Somebody's Calling Me – 6:55
9. Home – 7:53
10. Throw – 10:01 (bonus na iTunes)
11. Oh You (Christmas Blues) – 3:51 (bonus na iTunes)

## Listy tygodniowe
| Kraj              | Lista                       | Pozycja |
| ----------------- | --------------------------- | ------- |
| Australia         | Australian Charts           | 11      |
| Austria           | Austrian Charts             | 67      |
| Belgia            | Ultratop (Flandria)         | 37      |
| Belgia            | Ultratop (Walonia)          | 51      |
| Dania             | Danish Charts               | 21      |
| Finlandia         | Suomen virallinen lista     | 41      |
| Francja           | Les Charts                  | 37      |
| Hiszpania         | Spanish Charts              | 49      |
| Holandia          | Dutch Album Top 100         | 47      |
| Kanada            | Billboard Canadian Albums   | 11      |
| Niemcy            | Offizielle Deutsche Charts  | 53      |
| Norwegia          | Norwegian Charts            | 28      |
| Nowa Zelandia     | New Zealand Charts          | 14      |
| Portugalia        | Portuguese Charts           | 17      |
| Stany Zjednoczone | Billboard 200               | 10      |
| Stany Zjednoczone | Top Dance/Electronic Albums | 1       |
| Stany Zjednoczone | Top Album Sales             | 10      |
| Szkocja           | Scottish Albums Chart       | 10      |
| Szwajcaria        | Schweizer Hitparade         | 37      |
| Szwecja           | Svedish Charts              | 32      |
| Wielka Brytania   | UK Albums Chart             | 7       |